# كابو نيغرو

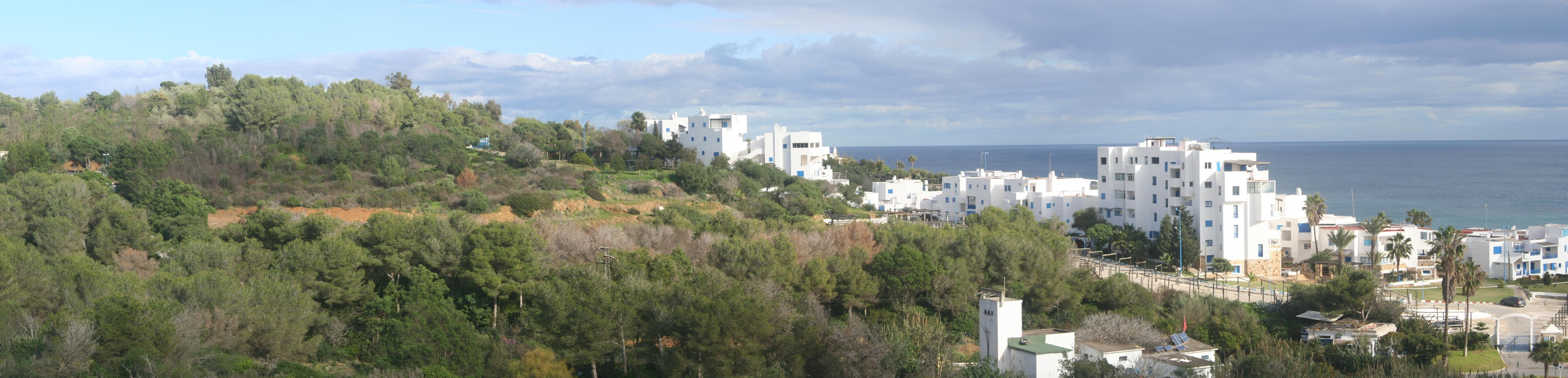
منظر على جزء لكابو نيغرو

كابو نيغرو (بالإسبانية: Cabo Negro، الرأس الأسود) منتجع يقع على الساحل الشمالي للمملكة المغربية، على البحر المتوسط، على بعد 10 كم من مدينة تطوان و24 كم من سبتة. كابو نيغرو على بعد ساعة من مدينة طنجة. كانت تابعة لمدينة مرتيل وتتبع حاليًا لمدينة المضيق منذ 2010. تشتهر بمواقعها الخاصة مثل المطاعم الفاخرة وشواطئها ومناظرها الطبيعية في الجبال.
نادي المتوسط (Club Méditerranée) متواجد في دار ياسمينة وداركم. الجزء الشمالي لكابو نيغرو فيه شاطئ الغولف الذي هو مقصد النخبة المغربية مع الديار والأماكن الخاصة. هذا المكان الفاخر يقدم أنشطة مختلفة مثل الركمجة والتزلج بطائرة ورقية. 
منارة الرأس لم تعد قاعدة عسكرية منذ عقد 1990. المنارة تضيء الآن على تردد مرة كل 4 ثوان.
يؤدي إليها الطريق A6 والطريق الوطنية 13 المرابطة بين تطوان والفنيدق.

شاطئ كابو نيغرو

## مجتمع
المكان يبقى منتجعا، ما يجعل عدد سكانه يرتفع خلال إجازة الصيف.